# Höringen
Höringen település Németországban, Rajna-vidék-Pfalz tartományban. Lakosainak száma 638 fő (2023. december 31.).

## Népesség
A település népességének változása:
| Lakosok száma | 464  | 636  | 622  | 593  | 614  | 638  |
|               | 1975 | 2017 | 2019 | 2021 | 2022 | 2023 |